# サルヴェスターン宮殿
サルヴェスターン宮殿（ペルシア語: کاخ ساسانی سروستان）とは、イランのファールス州の都市サルヴェスターン近郊にある遺跡であり、州都のシーラーズからおよそ90km南東に位置する。世界遺産に登録されている「ファールス地方のサーサーン朝考古景観」を構成する遺跡の一つである。
1810年にイギリス人ゴア・オウズレーによって「発見」され、19世紀半ばに初めて調査が行われた。サーサーン朝の王バハラーム5世（在位：420年 - 438年）によって建てられた建造物だとされていたが、イスラーム勢力がイランを征服した後に建てられたゾロアスター教の拝火神殿とも考えられている。
建物が建設された時期については5世紀のサーサーン朝期のほか、アッバース朝、ブワイフ朝のイスラーム王朝の時代に建設された説も唱えられている。放射性炭素年代測定の結果、遺跡の主だった部分はサーサーン朝末期からイスラーム教徒の征服事業が達成されるまでの、658年から684年の間に建設されたことが判明した。
遺跡は南北36.4m、東西41.75mの広さがあり、正面の入り口を通ると直径12.8mのドームに覆われた大広間にたどり着き、中央広間の背後には様々な形の部屋に囲まれた中庭が設けられている。垂直の列柱と水平な梁で構成されるアケメネス朝期の建築と異なり、屋根がヴォールト（イーワーン）で支えられたドームで構成されている。建物には石材のほか、木材が使用されていたことが判明している。。